# Mistrovství světa ve fotbale klubů 2001
Mistrovství světa ve fotbale klubů 2001 měl být 2. ročníkem turnaje a měl se konat ve Španělsku 28. července až 12. srpna 2001. Byl však zrušen z důvodu kombinace několika faktorů, například finančním problémům a následnému krachu International Sport and Leisure, marketingového partnera FIFA. Původně měl být přeložen na rok 2003.
Další ročník se konal v roce 2005.

## Výběr pořadatele
Dne 3. srpna 2000 FIFA vybrala za pořadatele Španělsko.

## Kvalifikované týmy
| Klub                   | Země                   | Kvalifikace                         |
| ---------------------- | ---------------------- | ----------------------------------- |
| Al Hilal               | Saúdská Arábie         | vítěz Ligy mistrů AFC 2000          |
| Boca Juniors           | Argentina              | vítěz Copa Libertadores 2000        |
| Palmeiras              | Brazílie               | vítěz Copa Libertadores 1999        |
| Hearts of Oak          | Ghana                  | vítěz Ligy mistrů CAF 2000          |
| Los Angeles Galaxy     | Spojené státy americké | vítěz Ligy mistrů CONCACAF 2000     |
| Júbilo Iwata           | Japonsko               | vítěz Superpoháru AFC 1999          |
| Wollongong Wolves      | Austrálie              | vítěz Ligy mistrů OFC 2000/01       |
| Zamalek                | Egypt                  | vítěz Poháru CAF 2000               |
| Galatasaray            | Turecko                | vítěz Poháru UEFA 1999/00           |
| Real Madrid            | Španělsko              | vítěz Ligy mistrů UEFA 1999/00      |
| Deportivo de La Coruña | Španělsko              | vítěz La Ligy 1999/00               |
| CD Olimpia             | Honduras               | finalista Ligy mistrů CONCACAF 2000 |

## Stadiony
| Madrid                    | Madrid                   | La Coruña         | Santiago de Compostela |
| ------------------------- | ------------------------ | ----------------- | ---------------------- |
| Estadio Santiago Bernabéu | Estadio Vicente Calderón | Estadio de Riazor | Estadio de San Lázaro  |
| Kapacita: 80,354          | Kapacita: 54,851         | Kapacita: 34,600  | Kapacita: 14,000       |
|                           |                          |                   |                        |

## Skupinová fáze
Týmy byly rozlosovány do 3 skupin po 4 týmech. Nejlepší tým z každé skupiny měl postoupit do vyřazovací fáze, postoupit měl také nejlepší tým na 2. místě.

### Los
Los proběhl dne 6. března 2001. Dne 18. května 2001 ale FIFA potvrdila, že turnaj byl zrušen. Plánovala turnaj uspořádat v rozšířeném formátu pro 16 týmů v roce 2003, turnaj se ale nakonec konal v roce 2005.

#### Skupina A
- Boca Juniors
- Deportivo de La Coruña
- Wollongong Wolves
- Zamalek

#### Skupina B
- Al Hilal
- Galatasaray
- CD Olimpia
- Palmeiras

#### Skupina C
- Hearts of Oak
- Júbilo Iwata
- Los Angeles Galaxy
- Real Madrid

## Vyřazovací fáze
Vítězové skupin a nejlepší tým na 2. místě měly postoupit do semifinále.

### Semifinále
| 9. srpna 2001 19:30 |         |                 |                   |
| Vítěz skupiny A     | zrušeno | Vítěz skupiny B | Estadio de Riazor |
|                     |         |                 | Estadio de Riazor |

| 9. srpna 2001 22:00 |         |                   |                           |
| Vítěz skupiny C     | zrušeno | Nejlepší 2. místo | Estadio Santiago Bernabéu |
|                     |         |                   | Estadio Santiago Bernabéu |

### O 3. místo
| 12. srpna 2001 19:30   |         |                        |                           |
| Poražený semifinalista | zrušeno | Poražený semifinalista | Estadio Santiago Bernabéu |
|                        |         |                        | Estadio Santiago Bernabéu |

### Finále
| 12. srpna 2001 22:00 |         |                  |                           |
| Vítěz semifinále     | zrušeno | Vítěz semifinále | Estadio Santiago Bernabéu |
|                      |         |                  | Estadio Santiago Bernabéu |